# Abdij Sint-Cecilia te Solesmes
De Abdij Sint-Cecilia te Solesmes is een benedictinessenklooster in Solesmes gesticht door  Prosper Guéranger in 1866. Het is de vrouwelijke tegenhanger van de Abdij Saint-Pierre van Solesmes.
Dit klooster van monialen is de laatste stichting van dom Guéranger, herstichter van het benedictijnse monastieke leven in Frankrijk. Tegelijkertijd is het de eerste stichting van een vrouwenklooster in de Congregatie van Solesmes.

## Geschiedenis
In tegenstelling tot de mannelijk kloosters, die alle afgeschaft werden ten gevolge van de Franse Revolutie, bestonden er nog klooster van benedictinessen. Hun bestaan was moeilijk, maar ze behielden hun benedictijnse levenswijze en combineerden dit met het geven van onderwijs. Er was dus voor Guéranger geen echte nood om een nieuwe vrouwelijke tak van de congregatie te stichten zoals nodig was om het kloosterleven voor mannen in Frankrijk te herstichten. 
In realiteit is deze stichting te danken aan de ontmoeting tussen Guéranger met een bijzonder opmerkelijke persoonlijkheid, Jenny Bruyère. Het jonge meisje was hem toevertrouwd om haar voor te bereiden op de eerste communie. Al snel werd ze de spirituele dochter van de abt. Zij gaf haar verlangen te kennen zicht volledig aan God toe te wijden volgens de spiritualiteit van Solesmes en de regel van Benedictus.
Het klooster werd snel gebouwd en nam de heilige Cecilia als patrones aan doordat dom Guéranger een bijzondere devotie had tot deze Romeinse martelares. De stichteres Jenny Bruyère nam tevens de kloosternaam aan van deze heilige en werd als Madame Cécile Bruyère, de eerste abdis van de abdij. 
In zijn boek La Cathédrale (1898) wijdt Joris-Karl Huysmans enkele pagina's aan de abdij Sint-Cecilia waar de monialen het gregoriaanse zingen opnieuw doen herleven in al zijn zuiverheid.
In het koor van de 19e-eeuwse abdijkerk bevindt zich een reproductie op ware grootte van de gisant van de heilige Cecilia als in de Sint-Ceciliabasiliek te Rome. De kerk is gebouwd in witte tufsteen die verwijst naar de gotische stijl van de 13e eeuw. De versieringen verwijzen naar het leven van de heilige Cecilia, patrones van de muzikanten.  
In tegenstelling tot veel andere vrouwelijke klooster uit deze periode is de spiritualiteit van Sint-Cecilia te Solesmes gebaseerd op de liturgische praktijk en spiritualiteit. Dit staat zeer veraf van de gebedspraktijk die normaal was in kloosters van dit tijdsgewricht. Het dynamisme van deze monastieke vernieuwing en de uitstraling van de stichteres zorgde voor een grote stichtingsactiviteit van de vrouwelijke tak van de congregatie van Solesmes, zowel in Frankrijk als daarbuiten. 
De uitstraling van de Abdij Sint-Cecilia te Solesmes overschreed ruim de grenzen van de congregatie. De geschriften van Bruyère voor de monialen werden onder andere door de hulp van Guéranger ruim verspreid en beïnvloeden verschillende benedictinessenklooster in Frankrijk en over de grenzen. Een van de meest treffende zaken is bijvoorbeeld de vestiging van het abbatiaat voor de vrouwenklooster met zijn eigen attributen zoals het lam, het pectorale en de staf, maar ook het herstel van de ietwat vergeten rite van de maagdenwijding.
In 1967 stichtten de benedictinessen het klooster van Keur Guilaye (Senegal). In 1977 werd de priorij van Sint Maria van de Engelen te Martinique gesticht. Deze is vandaag semi-onafhankelijk.

## Lijst van abdissen
- 1867-1909 : Cécile Bruyère
- 1909-1928 : Claire de Livron de Bourbonne
- 1928-1948 : Madeleine Limozin
- 1948-1981 : Gaudentie Limozin
- 1981-2011 : Marie-Bernadette de Maigret
- 8 september 2011 - heden : Claire de Sazilly